# Hassen Béjaoui
Pour les articles homonymes, voir Bejaoui.
Hassen Béjaoui, né le 14 février 1975 à Bizerte, est un footballeur tunisien évoluant au poste de gardien. 

## Biographie
En 2014, il devient coordinateur sportif de l'équipe du Club athlétique bizertin. En 2017, il occupe le poste d'entraîneur des gardiens de l'équipe. 
Entre 2022 et 2023, il a occupé le poste d'entraîneur des gardiens au Raja Club Athletic. 

## Clubs
- 1999-2002 : Club athlétique bizertin (Tunisie)
- 2002-2005 : Stade tunisien (Tunisie)
- 2005-2006 : Club athlétique bizertin (Tunisie)
- 2006-2007 : Club sportif sfaxien (Tunisie)
- 2007-2009 : Club athlétique bizertin (Tunisie)
- 2009-2010 : Espérance sportive de Zarzis (Tunisie)
- 2010-2011 : Avenir sportif de La Marsa (Tunisie)
- 2011-2014 : Club athlétique bizertin (Tunisie)